# Ryōta Ōshima
Ryōta Ōshima (japanisch 大島 僚太 Ōshima Ryōta; * 23. Januar 1993 in Shimizu-ku, Shizuoka) ist ein japanischer Fußballspieler.

## Karriere

### Verein
Ryōta Ōshima spielt seit 2011 für den japanischen Erstligisten Kawasaki Frontale, bei welchem er die Trikotnummer 10 trägt.

### Nationalmannschaft
Für die japanische Fußballnationalmannschaft nahm er an den Asienspielen 2014 und den Olympischen Sommerspielen 2016 teil.

## Erfolge
Kawasaki Frontale
- J1 League: 2017, 2018, 2020, 2021
- Japanischer Fußball-Supercup: 2019
- J. League Cup: 2019
- Kaiserpokal: 2020